# Paku Jaya
Paku Jaya is een bestuurslaag in het regentschap Tangerang Selatan van de provincie Banten, Indonesië. Paku Jaya telt 24.073 inwoners (volkstelling 2010).